# 羅希茲卡河
羅希茲卡河（烏克蘭語：Рогізка），是烏克蘭的河流，位於該國北部，屬於傑斯納河的支流，發源自米科拉伊夫斯凯附近，流經切爾尼希夫州，河道全長19公里，流域面積145平方公里。